# Cytokin
Cytokin er et signalmolekyle. Det er en bred og løs kategori af peptider, små proteiner og glykoproteiner (~5-20 kDa), der udfører mange vigtige funktioner i kroppens cellesignalering. Til forskel fra hormoner, der produceres i specialiserede kirtler, er cytokiner lokale regulatorer, der dannes af mange slags celler i kroppen og primært virker på celler i den umiddelbare nærhed.
Cytokiner dannes af en lang række celler, herunder immunceller som makrofager, B-lymfocytter, T-lymfocytter og mastceller, samt endothelceller, fibroblaster og stromaceller. Et givet cytokin kan dannes af mere end én type celle eller reagere med mere end én type celle.
Cytokinerne virker på modtagercellerne via receptorer og signaltransduktion. Visse cytokiner øger eller hæmmer virkningen af andre cytokiner på en kompleks måde. Det kan siges, at cytokiner er involveret i såvel autokrin som parakrin og endokrin signalering. De virker specielt som immunmodulerende molekyler i immunsystemet, hvor de modulerer balancen mellem det humorale og det cellebaserede immunrespons med regulering af følsomhed, vækst og modning af bestemte cellepopulationer. Mens nogle cytokiner kan være vækstfaktorer, såsom G-CSF og GM-CSF, har andre cytokiner en hæmmende effekt på cellevækst eller spredning. Nogle cytokiner, såsom Fas-liganden, er døds-signaler, der får målcellerne til at undergå apoptose, dvs. programmeret celledød.
Ud over immunforsvar er cytokinerne vigtige signalstoffer ved infektioner, fysiske traumer, sepsis, kræft og reproduktion, hvor der foregår celleaktivering, cellemigration, celleproliferation, apoptose og hematopoiese.

## Biologiske effekter
- En cytokin kan have forskellig effekt på forskellige celler.
- Forskellige cytokiner kan have samme effekt.
- To cytokiner kan samarbejde om at aktivere en celle.
- To cytokiner kan blokere for hinanden.
- Et cytokin kan starte en kaskade af cytokinproduktion.
- Et cytokin kan opregulere eller nedregulere mængden af en cytokinreceptor.

## Cytokinstorm
Et immunrespons, der løber løbsk, kaldes en cytokinstorm: niveauet af bestemte cytokiner øges langt over normalt, og medfører kaskader af reaktioner, så immunceller begynder at angribe sundt væv. Blodkar lækker, blodet koagulerer og organer svigter katastrofisk.

## Inddeling
Man kender omkring 90 cytokiner og de omfatter bl.a. kemokiner, interferoner, interleukiner, lymfokiner, og tumornekrose-faktorer, men generelt ikke hormoner eller vækstfaktorer på trods af overlap i terminologien.
Cytokiner involveret i immunregulering er inddelt i to grupper
- Type 1 der forstærker det cellulære immunrespons med bl.a. tumor necrosis factor (TNFα), interferon (IFN-γ).

- Type 2 der forstærker antistofsvaret med bl.a. transforming growth factor (TGF-β) og interleukinerne IL-4, IL-10, og IL-13.

Nogle cytokiner er blevet navngivet efter de celler hvor de primært dannes.
- Interleukiner. De fleste dannes af T-hjælpeceller.
- Lymfokiner, dannes af lymfocytter.
- Monokiner, dannes af monocytter.

Nogle cytokiner er blevet navngivet efter deres funktion.
- Interferoner, fungerer som antiviralt respons.
- Kolonistimulerende faktorer, støtter cellevækst.
- Kemokiner medierer kemotaksi.

Cytokinerne inddeles også i familier efter deres proteinstruktur:
- Fire-helix-familien (four-α-helix bundle family) med underfamilierne:
  - IL-2-underfamilien med bl.a. erythropoietin (EPO) og thrombopoietin (TPO).
  - interferon-underfamilien (INF-underfamilien) med bl.a.
  - IL-6-underfamilien med bl.a. IL-11, oncostatin M, leukemia inhibitory factor (LIF), ciliary neurotropic factor (CNTF), cardiotropin-1 og novel neutrophin-1/B-cell-stimulating factor-3.
  - IL-10-underfamilien med IL-19, IL-20, IL-22, IL-24, IL-26, IL-28 og IL-29.
- IL-1-underfamilien med bl.a. IL-1 and IL-18
- IL-17-underfamilien med bl.a. IL-17 eller IL-17A, IL-17B, IL-17C, IL-17D, IL-17F og IL-25 eller IL-17E.
- Cystein-knude-familien (eng. cysteine-knot family) med bl.a. transforming-growth-factor-beta (TGF-β1, TGF-β2, TGF-β3).

## Nogle eksempler
- TNF, tumor necrosis factor, regulerer kræftceller med hensyn til proliferation, differentiation, apoptose, lipid-metabolisme og koagulation. Er desuden impliceret i bl.a. autoimmune sygdomme, insulinresistens og kakeksi. Det er et trimert protein på 51 kDa med 185 aminosyrer.
- IL-1α, interleukin 1 alpha, aktiverer inflammasomer.
- IL-6, interleukin-6, er et multifunktionelt cytokin, som påvirker kræftcellers aktivitet. Det er et glykoprotein på 26 kDa med 184 aminosyrer. [8]
- Thrombopoietin, TPO eller c-Mpl ligand, regulerer dannelsen af blodplader. Det er et (usædvanligt stort) glykoprotein på 95 kDa med 332 aminosyrer.[9]

## Receptorer
Cytokiner og deres receptorer er ikke absolut specifikke i deres reaktion, men der findes en betydelig grad af krydsreaktion betinget af strukturelle ligheder og af genbrug af receptor-subunits resulterende i overlappende biologisk effekt. Tilsammen udgør cytokiner og deres receptorer et af kroppens mest komplicerede signalsystemer, der yderligere kompliceres ved redundans og pleiotropi.
Baseret på strukturel homologi kan der foretages en inddeling af cytokinreceptorer i seks familier.